# Hydrozoanthus
Hydrozoanthus is een geslacht van neteldieren uit de klasse van de Anthozoa (bloemdieren).

## Soorten
- Hydrozoanthus antumbrosus (Swain, 2009)
- Hydrozoanthus gracilis (Lwowsky, 1913)
- Hydrozoanthus tunicans (Duerden, 1900)